# Aéroport de Bou Saâda
L'aéroport de Bou Saâda (code IATA : BUJ • code OACI : DAAD) est un aéroport algérien à vocation nationale, situé sur la commune de Bou Saâda à 15 km au nord de la ville.

## Présentation
Sa position se trouve aux portes du grand sud, à proximité de trois wilayas, à savoir Djelfa, M’Sila et Bouira.

## Infrastructures
Il est classé national, de statut mixte et comporte une piste de 2,200 m x 30 m de nature souple, un parking avions ainsi qu’un taxiway.
Sa superstructure est constituée d’une aérogare de 370 m2, d’une tour de contrôle, d’un bloc technique, d’une station météo, d’un bloc SSIS, d’un salon d’honneur et d’un dépôt carburant ainsi qu’un parking autos d’une capacité de 86 places.

## Compagnies aériennes et destinations
| Compagnies  | Destinations                                            |
| ----------- | ------------------------------------------------------- |
| Air Algérie | Alger-Houari-Boumédiène, Laghouat, Touggourt-Sidi Mahdi |

Édité le 12/04/2021  Actualisé le 31/07/2023
L’aéroport de Bou-Saâda est egalement exploité par des vols spéciaux, des vols militaires ainsi que des vols d’essai hélicoptère.

## Statistiques
Sa superficie est de 86 hectares, il est en mesure d’accueillir 50.000 passagers par an.